# 亨迪詹
亨迪詹是伊朗的城市，位於該國西南部，由胡齊斯坦省負責管轄，距離首府阿瓦士約145公里，處於首都德黑蘭西南610公里，該市附近有大片石油田，2006年人口25,100。